# Rathaus Lage

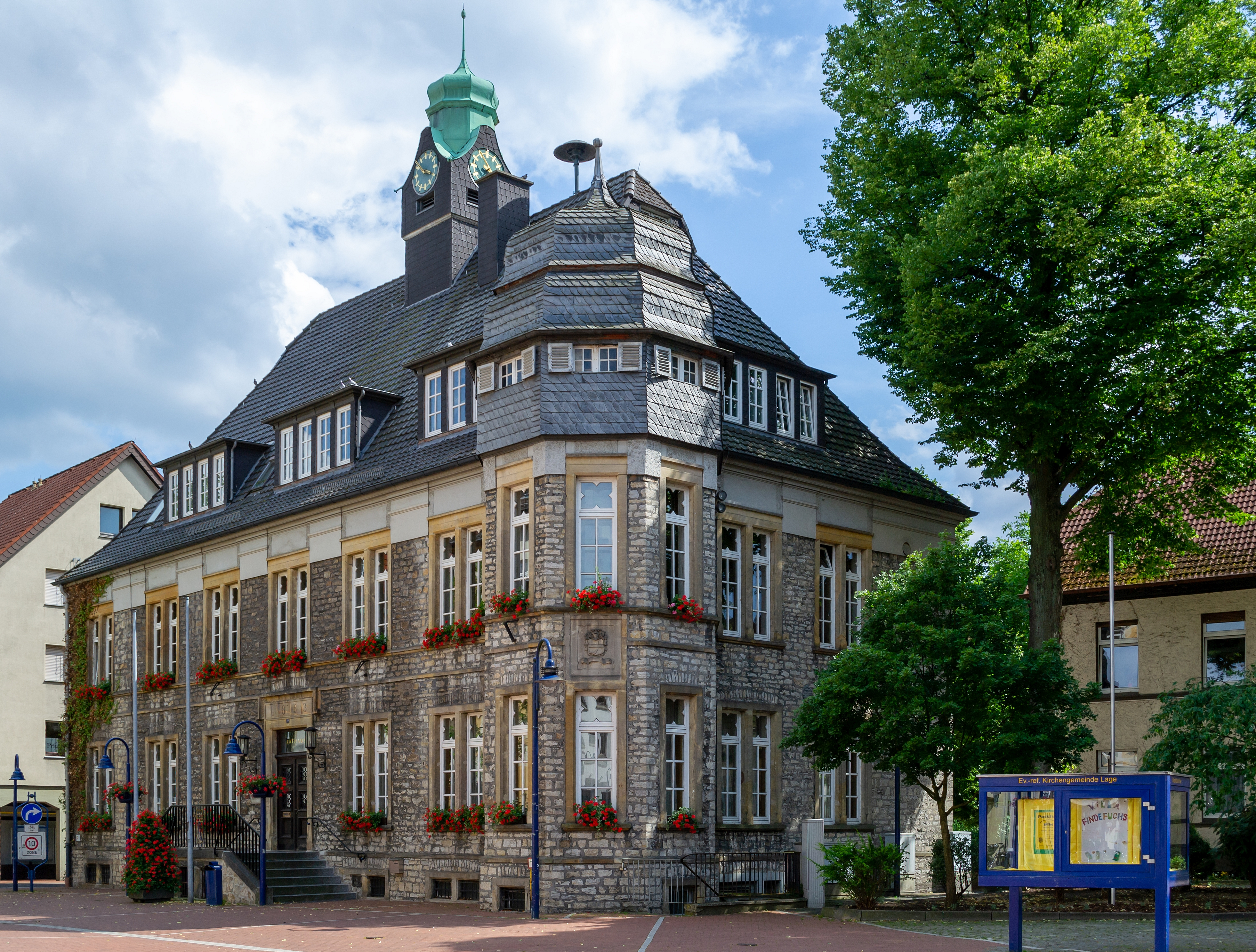
Rathaus Lage

Das Rathaus ist ein denkmalgeschütztes Profangebäude in der Langen Straße 72 in Lage im Kreis Lippe (Nordrhein-Westfalen).
Der Bruchsteinbau mit Werksteinrahmungen wurde 1863 durch Ferdinand Ludwig August Merckel errichtet. Das hohe Walmdach mit einem Uhrentürmchen und die Haube des polygonen Eckturmes wurde von 1904 bis 1905 nach Plänen von Gustav Messmann gebaut.